# بیوفیزیک

کینزین‌ها از دومین‌های دینامیکی پروتئین در مقیاس نانو، جهت راه رفتن در طول ریزلوله استفاده می‌کنند.

بیوفیزیک (به انگلیسی: Biophysics)، علمی بین رشته‌ای است که رهیافت‌ها، و روش‌هایی را که به طور سنتی در فیزیک استفاده می شوند را برای مطالعه پدیده‌های زیست‌شناختی به کار می‌برد. بیوفیزیک، تمام مقیاس‌های سازماندهی زیستی را از مولکول‌ها گرفته تا جانداران و جمعیت‌ها را در بر می گیرد. تحقیقات بیوفیزیکی با این شاخه‌ها به طور قابل توجهی هم‌پوشانی دارد: بیوشیمی، زیست‌شناسی مولکولی، شیمی‌فیزیک، فیزیولوژی، نانوفناوری، مهندسی زیستی، زیست‌شناسی محاسباتی، بیومکانیک، زیست‌شناسی تکوینی و زیست‌شناسی سامانه‌ها.
عبارت بیوفیزیک را کارل پیرسون در ۱۸۹۲ معرفی کرد.  یکی از ابهاماتی که راجع به عنوان بیوفیزیک وجود دارد، این است که این عبارت را در مجامع آکادمیک برای اشاره به مطالعه کمیت‌های فیزیکی (همچون جریان الکتریکی، دما، تنش، آنتروپی) در دستگاه‌های زیستی نیز به کار می برند، که براساس تعریف اصولاً در علم فیزیولوژی مطالعه می گردند. با این وجود، سایر علوم زیست‌شناختی نیز روی خواص بیوفیزیکی موجودات زنده تحقیق می کنند، علوم مذکور شامل این مواردند: زیست‌شناسی مولکولی، زیست‌شناسی سلولی، و بیوشیمی

## تاریخچه
اولین مطالعات و فعالیت‌ها در زمینه بیو فیزیک به سال ۱۸۴۰ بازمی‌گردد که در مجموعه‌ای تحت عنوان مدرسه فیزیولوژی برلین انجام شد. در این مجموعه افراد شاخصی نظیر هرمان فون هلمهولتز، ارنست هاینریش وبر، یوهانس پتر مولر و کارل لودویگ حضور داشتند. هرچند شروع بیوفیزیک در تاریخ را حتی می‌توان به مطالعات لوییجی گالوانی نیز نسبت داد.
محبوبیت این رشته زمانی که کتاب حیات چیست؟، نوشتهٔ اروین شرودینگر منتشر شد، افزایش یافت. از سال ۱۹۵۷ متخصصان بیوفیزیک، خود را در انجمن بیوفیزیک سازماندهی کردند که هم‌اکنون حدود ۹۰۰۰ عضو در سراسر جهان دارد.
برخی دانشمندان مانند رابرت روزن از بیوفیزیک انتقاد می‌کنند. چرا که وی معتقد است بیوفیزیک خواص بیولوژیکی پدیده‌ها را در نظر نمی‌گیرد.

## مباحث اصلی
در حالی که برخی از کالج ها و دانشگاه‌ها، گروه آموزشی مختص بیوفیزیک، اغلب در سطح عالی دارند، بسیاری دیگر از آن‌ها چنین گروه آموزشی را در سطح دانشگاهی ندارند. به جای آن، گروه‌هایی در گروه‌های آموزشی مربوطه دارند همچون: بیوشیمی، زیست‌شناسی سلولی، شیمی، علوم رایانه‌ای، مهندسی، ریاضیات، پزشکی، زیست‌شناسی موکلولی، علوم اعصاب، داروشناسی، فیزیک و فیزیولوژی. براساس توانایی های یک گروه آموزشی در دانشگاه، هر کدام ممکن است روی مباحث خاصی از بیوفیزیک متمرکز شوند. برای مثال موسسه فناوری ماساچوست که از نظر تحقیقات در زمینه های مرتبط با بیوفیزیک نظیر آزمایشگاه روی تراشه، زیست شناسی مصنوعی و تغییر در خصوص باتری های لیتیمی بسیار پیشرفته است. در ادامه، فهرستی از مثال‌هایی از تلاش هر گروه آموزشی در رهیافتش جهت مطالعه بیوفیزیک، آورده می شود. این فهرست به هیچ وجه جامع و شامل نیست. همچنین اینگونه نیست که هر موضوع مطالعاتی به صورت انحصاری به یک گروه آموزشی خاص متعلق باشد. هر مؤسسه آکادمیک قواعد خودش را داشته و همپوشانی زیادی بین گروه‌های آموزشی وجود دارد.
- زیست‌شناسی و زیست‌شناسی موکلولی - تنظیم بیان ژن، دینامیک‌های تک پروتئین‌ها، بیوانرژتیکس، پچ کلمپینگ، بیومکانیک، ویروفیزیک.
- زیست‌شناسی ساختاری - ساختارهایی در مقیاس آنگستروم از پروتئین‌ها، نوکلئیک اسیدها، لیپیدها، کربوهیدرات‌ها، و کومپلکس‌هایشان
- بیوشیمی و شیمی - ساختار بیومولکولی، siRNA، ساختار نوکلئیک اسید، روابط ساختار-فعال.
- علوم رایانه - شبکه‌های عصبی، بانک‌های اطلاعاتی بیومولکولی و دارو.
- شیمی محاسباتی - شبیه‌سازی دینامیک مولکولی، داکینگ مولکولی، شیمی کوانتومی.
- بیوانفورماتیک - هم‌ترازسازی توالی، هم‌ترازسازی ساختاری، پیش‌بینی ساختار پروتئین.

## پیوندهای بیرونی
- Biophysical Society
- Journal of Physiology: 2012 virtual issue Biophysics and Beyond
- bio-physics-wiki
- Link archive of learning resources for students: biophysika.de (60% English, 40% German)